# Chaunoproctus abalai
Chaunoproctus abalai är en kvalsterart som beskrevs av Bhaduri, Bhattacharya och Chakrabarti 1975. Chaunoproctus abalai ingår i släktet Chaunoproctus och familjen Caloppiidae. Inga underarter finns listade i Catalogue of Life.